# Титриметрический анализ

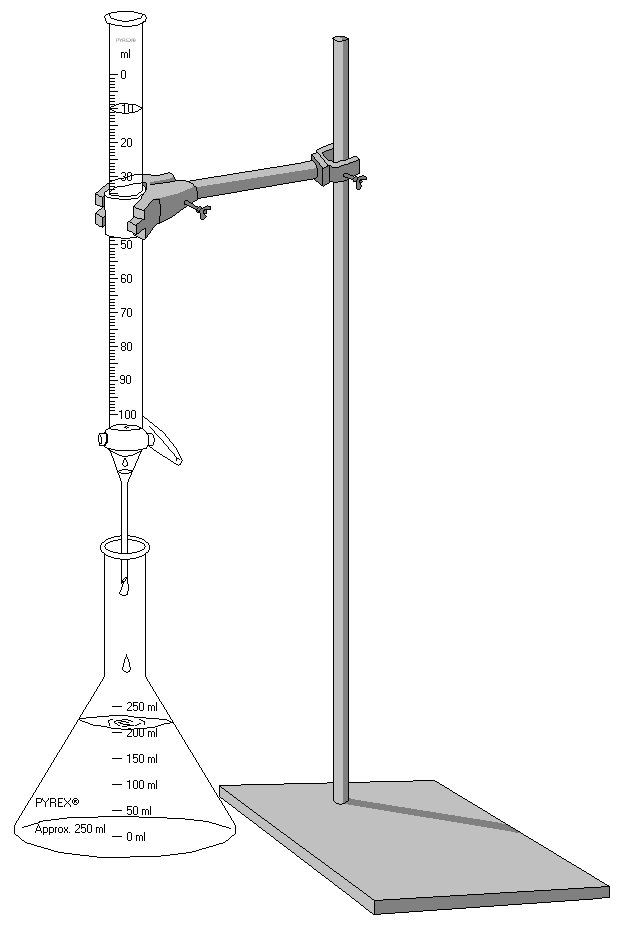
Титрование: в бюретке титрант, в колбе — проба определяемого вещества

Титриметри́ческий ана́лиз (титрова́ние) — метод количественного/массового анализа в аналитической химии, основанный на измерении объёма раствора реактива точно известной концентрации, расходуемого для реакции с определяемым веществом. Титрование — процесс определения титра исследуемого вещества. Титрование производят с помощью бюретки, заполненной титрантом до нулевой отметки. Титровать начиная от других отметок не рекомендуется, так как шкала бюретки может быть неравномерной. Заполнение бюреток рабочим раствором производят через воронку или с помощью специальных приспособлений, если бюретка полуавтоматическая. Конечную точку титрования (не следует путать с точкой эквивалентности) определяют с помощью индикаторов или физико-химическими методами (по электропроводности, светопропусканию, потенциалу индикаторного электрода и т. д.). По количеству затраченного на титрование рабочего раствора рассчитывают результаты анализа.

## Виды титриметрического анализа
Титриметрический анализ может быть основан на различных типах химических реакций — с переносом протона, электрона, электронной пары, процессы осаждения:
- кислотно-основное титрование — реакции нейтрализации (ацидиметрия (H3O+), алкалиметрия (OH-));
- окислительно-восстановительное титрование (перманганатометрия (KMnO4), иодометрия (I2), хроматометрия (K2Cr2O7), броматометрия (KBrO3), иодатометрия (KIO3), цериметрия (Ce(SO4)3), ванадатометрия (NH4VO3), титанометрия (TiCl3), хромометрия (CrCl2), аскорбинометрия (C6H8O6)) — окислительно-восстановительные реакции;
- осадительное титрование (аргентометрия (AgNO3), гексоцианоферратометрия, меркурометрия (Hg2(NO3)2)) — реакции, протекающие с образованием малорастворимого соединения, при этом изменяются концентрации осаждаемых ионов в растворе;
- комплексонометрическое титрование — реакции, основанные на образовании прочных комплексных соединений, например, с комплексоном (обычно ЭДТА), при этом изменяются концентрации ионов металлов в титруемом растворе[1].

## Типы титрования
Различают прямое, обратное титрование и титрование заместителя.
- При прямом титровании к раствору определяемого вещества (аликвоте или навеске, титруемому веществу) добавляют небольшими порциями раствор титранта (рабочий раствор).
- При обратном титровании к раствору определяемого вещества добавляют сначала заведомый избыток специального реагента и затем титруют его остаток, не вступивший в реакцию. Прием обратного титрования используется, если скорость реакции мала, не удается подобрать индикатор или наблюдаются побочные эффекты (например, потери определяемого вещества вследствие летучести).

Примеры обратного титрования:
1) Прямое титрование оксида марганца (IV) MnO2 сульфатом железа (II) FeSO4 невозможно из-за малой скорости реакции:
{\displaystyle {\mathsf {{\mbox{Mn}}{\mbox{O}}_{2}}}+2{\mbox{Fe}}^{2+}+4{\mbox{H}}^{+}\leftrightarrow {\mbox{Mn}}^{2+}+2{\mbox{Fe}}^{3+}+2{\mbox{H}}_{2}{\mbox{O}}}
Поэтому навеску MnO2 обрабатывают стандартным раствором FeSO4, взятым в заведомом избытке, и нагревают до полного завершения реакции. Непрореагировавший Fe2+ оттитровывают стандартным раствором дихромата калия K2Cr2O7.
2) Стехиометрическая реакция
{\displaystyle {\mathsf {5}}{{\mbox{N}}{\mbox{O}}_{2}^{-}}+2{{\mbox{Mn}}{\mbox{O}}_{4}^{-}}+6{\mbox{H}}^{+}\leftrightarrow 2{\mbox{Mn}}^{2+}+5{{\mbox{N}}{\mbox{O}}_{3}^{-}}+3{\mbox{H}}_{2}{\mbox{O}}}
осложняется разложением азотистой кислоты HNO2, образующейся в кислой среде:
{\displaystyle {\mathsf {2}}{{\mbox{H}}{\mbox{N}}{\mbox{O}}_{2}}\leftrightarrow {\mbox{N}}{\mbox{O}}+{\mbox{N}}{\mbox{O}}_{2}+{\mbox{H}}_{2}{\mbox{O}}}
Из-за летучести оксидов азота теряется определяемое вещество. Поэтому к нитриту добавляют избыток стандартного раствора перманганата калия KMnO4, подкисляют и после окончания реакции оттитровывают оставшийся перманганат-ион.
- При заместительном титровании проводят стехиометрическую реакцию определяемого вещества с вспомогательным реагентом, а получающийся в эквивалентном количестве продукт оттитровывают подходящим титрантом. Титрование заместителя используют, если реакция нестехиометрична или протекает медленно.

Примеры заместительного титрования:
1) Взаимодействие дихромат- (Cr2O72-) и тиосульфат- (S2O32-) ионов протекает нестехиометрично. Поэтому к раствору, содержащему Cr2O72-, добавляют раствор иодида калия KI, реагирующего с ним стехиометрично:
{\displaystyle {\mathsf {{\mbox{Cr}}_{2}{\mbox{O}}_{7}^{2-}}}+6{\mbox{I}}^{-}+14{\mbox{H}}^{+}\leftrightarrow 2{\mbox{Cr}}^{3+}+3{\mbox{I}}_{2}+7{\mbox{H}}_{2}{\mbox{O}}}
Выделившийся в эквивалентном дихромату количестве иод оттитровывают раствором тиосульфата натрия Na2S2O3:
{\displaystyle {\mathsf {\mbox{I}}}_{2}+2{{\mbox{S}}_{2}{\mbox{O}}_{3}^{2-}}\leftrightarrow 2{\mbox{I}}^{-}+{{\mbox{S}}_{4}{\mbox{O}}_{6}^{2-}}}
2) Для определения свинца проводят несколько последовательных стехиометрических реакций замещения:
{\displaystyle {\mathsf {\mbox{Pb}}}^{2+}+{{\mbox{Cr}}{\mbox{O}}_{4}^{2-}}\leftrightarrow {{\mbox{Pb}}{\mbox{Cr}}{\mbox{O}}_{4}}}
{\displaystyle {\mathsf {2{\mbox{Pb}}{\mbox{Cr}}{\mbox{O}}_{4}}}+2{\mbox{H}}^{+}\leftrightarrow 2{\mbox{Pb}}^{2+}+{{\mbox{Cr}}_{2}{\mbox{O}}_{7}^{2-}}+{\mbox{H}}_{2}{\mbox{O}}}
{\displaystyle {\mathsf {{\mbox{Cr}}_{2}{\mbox{O}}_{7}^{2-}}}+6{\mbox{I}}^{-}+14{\mbox{H}}^{+}\leftrightarrow 2{\mbox{Cr}}^{3+}+3{\mbox{I}}_{2}+7{\mbox{H}}_{2}{\mbox{O}}}
{\displaystyle {\mathsf {\mbox{I}}}_{2}+2{{\mbox{S}}_{2}{\mbox{O}}_{3}^{2-}}\leftrightarrow 2{\mbox{I}}^{-}+{{\mbox{S}}_{4}{\mbox{O}}_{6}^{2-}}}
Количество тиосульфат-иона эквивалентно количеству ионов свинца.

## Способы работы в титровании
- Способ пипетирования: титрование разных порций раствора (аликвот), отбираемых пипеткой из мерной колбы определенного объема, в которой растворена навеска анализируемого вещества. Из результатов параллельных титрований находят среднее арифметическое значение и используют для вычисления массы определяемого вещества.
- Способ отдельных навесок: некоторое число навесок вещества, взятых на аналитических весах, растворяют в небольших объемах растворителя и проводят титрование в каждом растворе.

Способ пипетирования более быстрый и менее трудоемкий, но и менее точный, чем способ отдельных навесок.

## Галерея

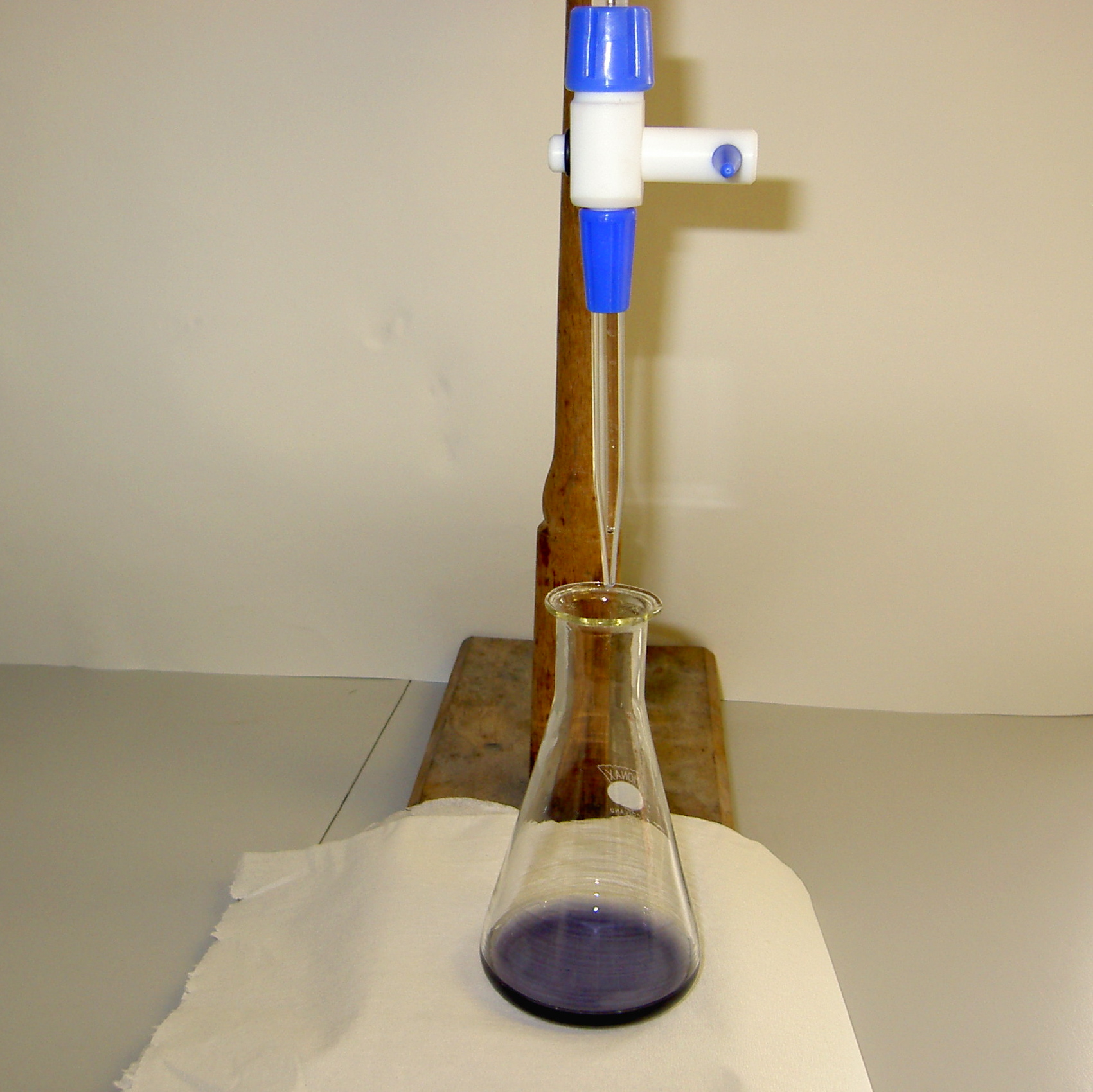
Процесс титрования
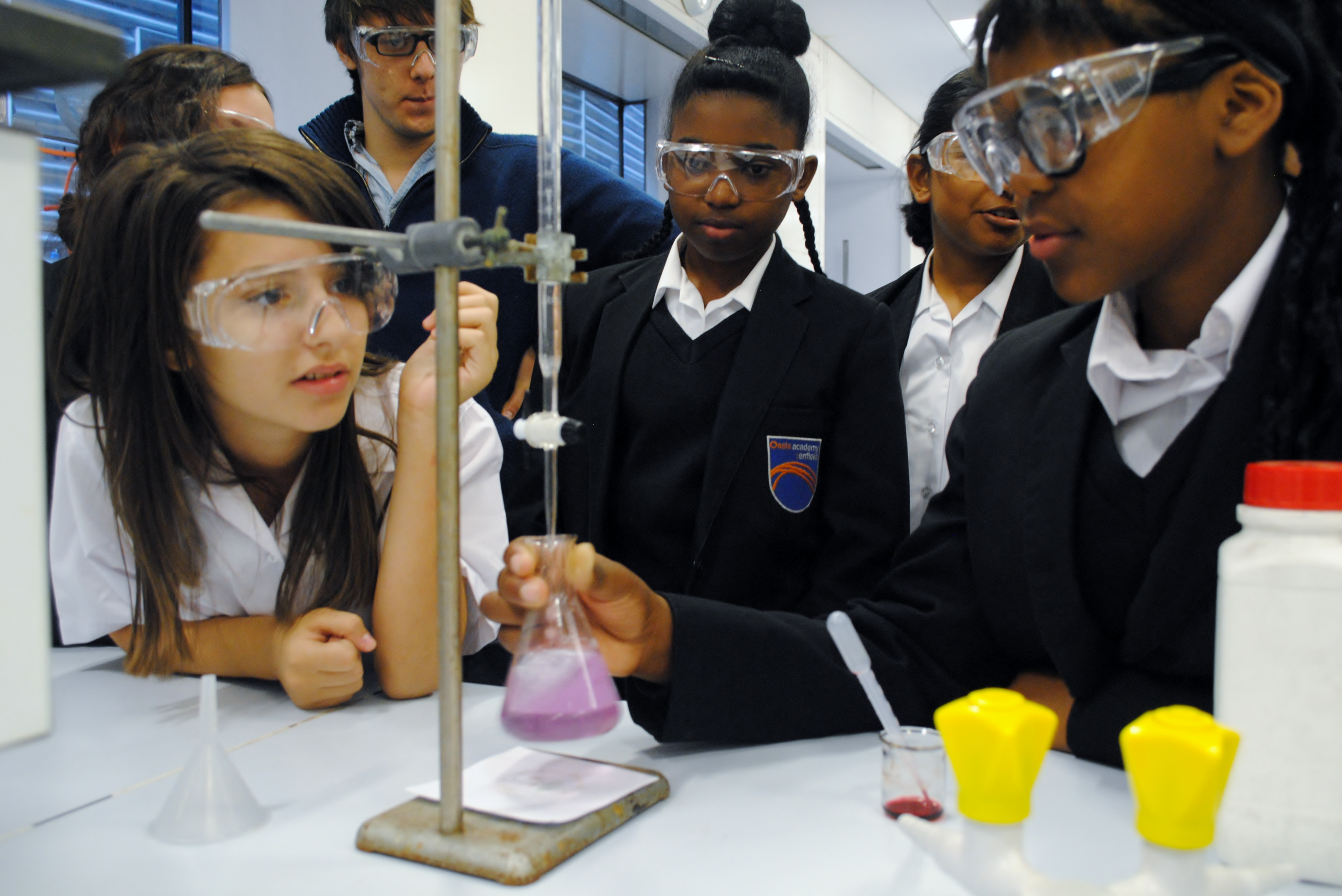
Школьники учатся титровать
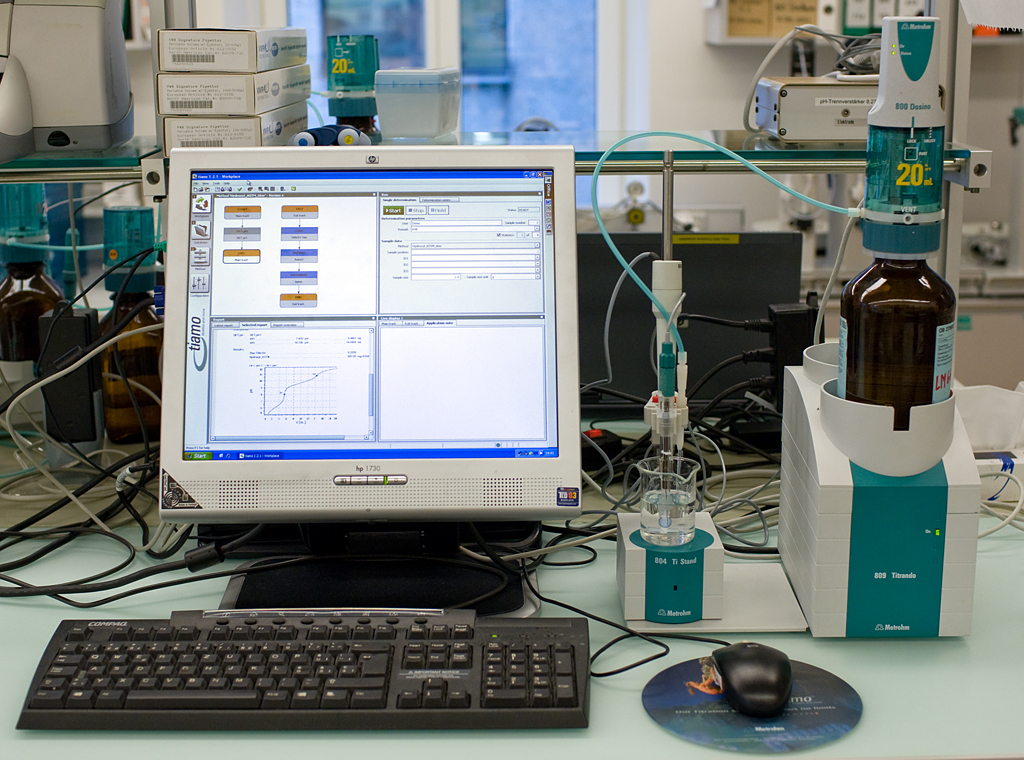
Оборудование для автоматического титрования